# Список герцогов Брабанта

Герб герцогов Брабанта

Титул герцога Брабанта появился после того, как император Фридрих I Барбаросса в 1183—1184 годах возвел ландграфство Брабант в ранг герцогства для Генриха I Брабантского. С 1288 года герцоги Брабанта стали также графами Лимбурга. В 1430 году герцогство Брабантское было унаследовано Филиппом III Добрым и отошло Бургундскому дому. В 1477 году титулы герцогов Брабантских перешли к Габсбургам после брака Марии Бургундской и Максимилиана I. Герцогство затем вошло в состав Испанских Нидерландов, и его дальнейшая история неразрывно связана с историей Семнадцати провинций.

## Предшественники герцогов Брабанта

### Графы Лувена и Брюсселя

Герб графов Лувена

- 988—1015 : Ламберт I, (950—1015), сын Ренье III, графа Эно, граф Лувена с 988, получил Брюссель как приданое в 994;
- 1015—1038 : Генрих I, († 1038), сын предыдущего;
- 1038—1040 : Оттон I (ок. 1041), сын предыдущего;
- 1040—1062 : Ламберт II († 1062), дядя предыдущего, сын Ламберта I;
- 1062—1078 : Генрих II (1020—1078), сын предыдущего;
- 1078—1095 : Генрих III († 1095), сын предыдущего, ландграф Брабанта с 1085.

### Ландграфы Брабанта, графы Лувена и Брюсселя,герцоги Нижней Лотарингии
- 1095—1139 : Готфрид I (1060—1139), брат предыдущего;

После Готфрида I, титул графа Брюсселя перестал использоваться.
- 1139—1142 : Готфрид II (1107—1142), сын предыдущего;
- 1143—1190 : Готфрид III (1140—1190), сын предыдущего;

## Герцоги Брабанта иНижней Лотарингии, графы Лувена

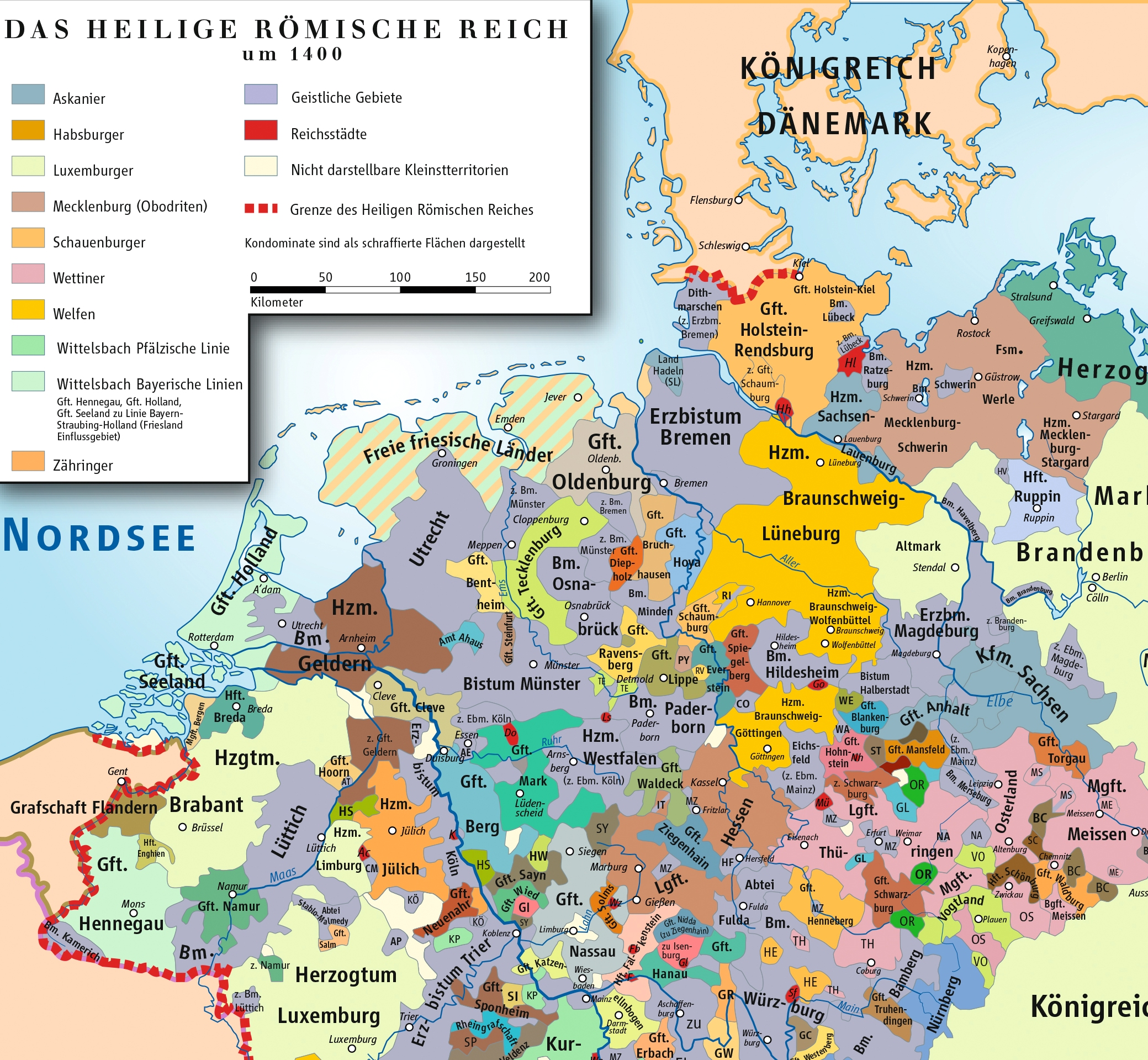
Герцогство Брабант на карте Священной Римской империи 1400 г.

- 1183—1235 : Генрих I (1165—1235), сын предыдущего, граф Брюсселя с 1179, герцог Брабанта с 1183, граф Лувена и герцог Лотье с 1190;
- 1235—1248 : Генрих II (1207—1248), сын предыдущего;
- 1248—1261 : Генрих III († 1261), сын предыдущего;
- 1261—1267 : Генрих IV (1251—1272), сын предыдущего;

## Герцоги Брабанта и Лимбурга

Герб герцогов Брабанта и Лимбурга

- 1268—1294 : Жан (Ян) I Победитель (1253—1294), второй сын Генриха III;
- 1294—1312 : Жан (Ян) II (1275—1312), сын предыдущего;
- 1312—1355 : Жан (Ян) III (1300—1355), сын предыдущего;
- 1355—1406 : Жанна (1322—1406), дочь предыдущего

замужем :
с 1334 за Вильгельмом II д’Авен (1307—1345), графом Эно и графом Голландии;
с 1352 за Венцелем (1337—1383), герцогом Люксембургским.
После смерти Венцеля Жанна назначила наследницей свою племянницу, графиню Фландрии Маргариту, и её мужа — Филиппа Бургундского. В 1404 году они уступили права на герцогство их второму сыну Антуану.

### Младший Бургундский дом
- 1406—1415 : Антуан (1384—1415)

Герб герцогов Брабанта из Бургундского дома

- 1415—1427 : Жан IV (1403—1427), сын предыдущего;
- 1427—1430 : Филипп (1404—1430), брат предыдущего, граф де Сен-Поль;
- 1430—1467 : Филипп Добрый (1396—1467), кузен предыдущего, сын Иоанна Бесстрашного, герцог Бургундский;
- 1467—1477 : Карл Смелый, сын предыдущего, герцог Бургундский;
- 1477—1482 : Мария, дочь предыдущего, герцогиня Бургундская;
- 1482—1494 : Император Максимилиан I (1459—1519), супруг предыдущей, регент при сыне;
- 1494—1506 : Филипп Красивый (1478—1506), сын предыдущего;
- 1506—1549 : Император Карл V (1500—1558), сын предыдущего.

Герцогство затем вошло в состав Испанских Нидерландов.

## Наследные принцы Бельгии
После создания королевства Бельгия, титул герцога Брабанта стал даваться наследнику бельгийского престола:
- 1840—1865 : Леопольд (1835—1909), сын короля Леопольда I, впоследствии король Бельгии Леопольд II;
- 1865—1869 : Леопольд Фердинанд (1859—1869), сын короля Леопольда II;
- 1910—1934 : Леопольд (1901—1983), сын короля Альберта I, впоследствии король Бельгии Леопольд III;
- 1934—1951 : Бодуэн (1930—1993), сын короля Леопольда III, впоследствии король Бельгии Бодуэн;
- 1993—2013 : Филипп (р. 1960), сын короля Альберта II, впоследствии король Бельгии Филипп.
- C 2013 : Елизавета (р. 2001), дочь короля Филиппа, наследница бельгийского престола.